# 막심 라코프
막심 세르게예비치 라코프(러시아어: Макси́м Серге́евич Ра́ков, 1986년 2월 7일~)는 카자흐스탄의 유도 선수이다. 2012년과 2016년 하계 올림픽에 참가했고 세계 선수권 대회에서 금메달 1개, 은메달 1개를 획득했다.